# Zollschneidmühle
Zollschneidmühle ist ein Gemeindeteil der Kreisstadt Kronach im Landkreis Kronach (Oberfranken, Bayern).

## Geographie
Die Einöde liegt am linken Ufer der Rodach. Ein Anliegerweg führt zur Bundesstraße 85 bei Zollscheer (0,6 km nördlich).

## Geschichte
Gegen Ende des 18. Jahrhunderts gehörte die Zollschneidmühle zu Neuses. Das Hochgericht übte das bambergische Centamt Kronach aus. Grundherr der Schneidmühle war das Kastenamt Kronach.
Mit dem Gemeindeedikt wurde Zollschneidmühle dem 1808 gebildeten Steuerdistrikt Neuses und der 1818 gebildeten Ruralgemeinde Neuses zugewiesen. Am 1. Mai 1978 wurde Zollschneidmühle im Zuge der Gebietsreform in Bayern in Kronach eingegliedert.

### Einwohnerentwicklung
| Jahr      | 001818 | 001861 | 001871 | 001885 | 001900 | 001925 | 001950 | 001961 | 001970 | 001987 |
| Einwohner |        | 6      | 6      | 4      | 7      | 10     | 3      | 2      | 0      | 0      |
| Häuser    | 1      |        |        | 1      | 1      | 1      | 1      | 1      |        | 1      |
| Quelle    | [ 5 ]  | [ 7 ]  | [ 8 ]  | [ 9 ]  | [ 10 ] | [ 11 ] | [ 12 ] | [ 13 ] | [ 14 ] | [ 1 ]  |

## Religion
Der Ort ist römisch-katholisch geprägt und war ursprünglich nach St. Johannes der Täufer (Kronach) gepfarrt, seit der zweiten Hälfte des 20. Jahrhunderts ist die Pfarrei St. Sebastian (Neuses) zuständig.